# Tomaž Vrabič
Tomaž Vrabič, slovenski mladinski pesnik pisatelj in fotograf, * 25. avgust 1954, Ljubljana, Slovenija.

## Življenje
Tomaž Vrabič se je rodil 25. avgusta 1954 v Ljubljani. Leta 1979 je diplomiral na Fakulteti za arhitekturo, leta 2002 pa  na isti fakulteti magistriral. V preteklih desetletjih ga je pot vodila v številne eksotične dežele Afrike, Južne Amerike in Azije. Fotografije in članke iz teh poti je objavil v revijah Danas, Teleks, Pionirski list, Moj mali svet in v knjigi z naslovom Knjiga o vrtu (Založba Centralnega zavoda za napredek gospodinjstva, 1987). Imel je več fotografskih razstav v Ljubljani, Novi Gorici in Radovljici. Dejaven je na področju varovanja naravne in kulturne dediščine.

## Delo
Leta 1996 je pri založbi Magnolija izdal pesniško zbirko Abeceda za vseveda, nato pri založbi Karantanija pesniško zbirko Rompompom (2003).
Več njegovih pesmi so uglasbili sodobni slovenski skladatelji: Andrej Mison, Peter Kopač, Primož Grašič, D. Kokalj, Vitja Avsec, A. J. Kropivšek, Jakob Jež in Maks Strmčnik.
Je avtor več mladinskih besedil izdanih pri različnih založbah. Njegovo delo Oblak mlinar in pobeglo zdravje je izdala Mohorjeva družba v Celovcu leta 1995; napisal je slovensko in slovensko-nemško različico tega dela.  Pri založbi Karantanija je leta 2003 izšlo Žlobudrave bolhe, leta 2005 Pravljice in Artis v svinjaku, leta 2006 pa Kolodvor letnih časov. Pri založbi Mladika je leta 2005 izdal delo Pozdravi iz divjine. Pri založbi Učila je leta 1996 izdal delo Čarovnica Kira, leta 1998 Poredni volk in leta 1999 Nasukani strah. Najlepše pravljice so bile izdane na zgoščenki leta 2004 pri založbi Panika Records.
Po besedilu Oblak mlinar in pobeglo zdravje je bila narejena lutkovna predstava z naslovom Zgodba iz mlina (Lutkovno gledališče Jože Pengov]], 2002), po zgodbi Nasukani strah pa Obljuba strahov (zanjo je napisal dramaturgijo, izvedena pa je bila prvič leta 2003). V radijsko igro je bil leta 1998 prirejen Poredni volk .
Knjige Čarovnica Kira, Pravljice in Artis v svinjaku so opremljene z njegovimi ilustracijami.

## Vsebina nekaterih del
Rompompom
Pesmi opisujejo vsakdanje otroške prigode. Zbirka Rompompom vsebuje šest sklopov pesmi z naslovi Moč, Repki, Sanje belih oblakov, Glej jo zimo, Hej, april se spet zabava in Jaz in ti.
Artis v svinjaku
Zgodba o prijateljih, ki si delijo skromen skupen dom. Literarni prostor predstavlja preprost svinjak. Literarne osebe so par ponošenih čevljev, ostarela nergaška metla, sitna muha in pujsek. Radi bi postali čisto prave zvezde.
Kolodvor letnih časov
Pripoved o izmenjavanju in prepletanju letnih časov, ki se srečujejo na posebni železniški postaji, imenovani Kolodvor letnih časov. Delo je ilustriral Marijan Pečar.